# Beaumont (Haiti)
Beaumont (Haitianisch-Kreolisch: Bomon) ist eine Gemeinde im Département Grand’Anse von Haiti.

## Geschichte
Das Gebiet von Beaumont wurde von Sklaven, die sich im Jahr 1720 gegen das System auflehnten, besiedelt. Der französische Kaffeepflanzer Joseph de Beaumont gab der Siedlung ihren Namen.
Nach der Unabhängigkeit Haitis wurde der Ort unter der Regierung von Alexandre Pétion im Jahr 1816 zur 4. Sektion von Corail und 1933 in den Rang eines Bezirks erhoben. Der Ort blieb Teil von Corail, bis er 1983 offiziell den Status einer Gemeinde erhielt.
Am 4. Oktober 2016 verwüstete der Hurrikan Matthew den Südwesten Haitis. In der Gemeinde wurden über 100 Todesopfer und Schwerverletzte gezählt. Das Programm UN-HABITAT legte daraufhin für die Jahre 2018 und 2019 ein Stadtplanungs-, Verschönerungs- und Erweiterungsprojekt (Urban planning, beautification and extension project) für die Gemeinde auf.
Bei einem Erdbeben am 14. August 2021 wurden die Gebäude im Zentrum der Gemeinde Beaumont schwer beschädigt. Mangels Treibstoff (Hauptartikel → Krise in Haiti seit 2018) kam die Versorgung der Bevölkerung weitestgehend zum Erliegen.

## Lage und Beschreibung
Neben dem Stadtzentrum Ville des Beaumont bestehen drei Gemeindebezirke:
1. Beaumont (Landbezirk)
2. Chardonette und
3. Mouline

Durch das Gebiet der Gemeinde Beaumont führt die Route Nationale RN-7. Vom Zentrum aus sind es 39 Kilometer zum nordwestlich gelegenen Jérémie und 51 Kilometer zum südöstlich befindlichen Les Cayes. 
Seit dem Jahr 2014 besteht ein Projekt der Engineers Without Borders des Karlsruhe Institute of Technology mit dem Ziel, ein Waisenhaus und eine Schule in Beaumont zu errichten und zu betreiben.
Ein weiteres Projekt zur Unterstützung der Bevölkerung wird vom Verein Pwojè men kontre (Projekt der sich begegnenden Hände) aus Wolfach verfolgt.